# Ivar Iversen
Ivar Iversen (Oslo, 24 de agosto de 1914-Oslo, 19 de agosto de 2012) fue un deportista noruego que compitió en piragüismo en la modalidad de aguas tranquilas. Ganó una medalla de plata en el Campeonato Mundial de Piragüismo de 1948, en la prueba de K1 4 × 500 m.
Participó en los Juegos Olímpicos de Berlín 1936, donde finalizó octavo en la prueba de K1 1000 m.

## Palmarés internacional
| Campeonato Mundial | Campeonato Mundial    | Campeonato Mundial | Campeonato Mundial |
| Año                | Lugar                 | Medalla            | Evento             |
| ------------------ | --------------------- | ------------------ | ------------------ |
| 1948               | Londres (Reino Unido) | Medalla de plata   | K1 4 × 500 m       |